# Estampaż
Estampaż (fr. estampage) – technika wykonywania odbitek płaskorzeźb i napisów z kamienia lub z brązu za pomocą papieru. Estampaż został wynaleziony w Chinach w czasach dynastii Tang (618-907).
W Chinach od III w. p.n.e. ogłaszano cesarskie edykty m.in. za pomocą kamiennych stel, od II wieku p.n.e. ryto w kamieniu religijne teksty buddyjskie, konfucjańskie i taoistyczne. Dzięki estampażowi ze stel w świątyniach masowo wykonywano odbitki ważnych tekstów na użytek wiernych lub uczonych. Z czasem w ten sposób zaczęto także utrwalać słynne dzieła kaligraficzne.
Początkowo estampaż wykonywano zraszając kamień wodą i odciskając relief albo napis za pomocą cienkiej, higroskopijnej bibuły. Dziś wykonuje się go częściej przyciskając bibułę do kamienia za pomocą worka wypełnionego szmatami nasączonymi czarnym, rzadziej czerwonym tuszem lub farbą.
W czasach dynastii Song (960-1279) odbitki z zaginionych stel stały się pożądanym nabytkiem kolekcjonerskim, a ich wartość zaczęła nieprzerwanie rosnąć. W latach 30. wiele drogocennych estampaży zidentyfikowano jednak jako falsyfikaty.
Uważa się, że to estampaż mógł być inspiracją dla wynalazku druku, który pojawił się w Chinach mniej więcej w tym samym okresie.